# History (группа)
History (кор.: 히스토리) — южнокорейская мужская группа, сформированная под руководством LOEN Entertainment в 2013 году. Они дебютировали 26 апреля 2013 года с «Dreamer», в котором приняла их лейбл-коллега IU. Они являлись первой мужской группой LOEN Entertainment.

## История

### Предебют
12 апреля 2013 года, LOEN Entertainment объявило, что юнит дебютирует с выпуском «History» 26 числа этого месяца. В то же время они представили двух членов группы, Ким Ши Хёна (который ранее появлялся на третьем сезоне Ulzzang Generation) и Чан И Джона (который появился в «Birth of a Great Star 2»).
До дебюта с группой, На До Кюн был вокалистом рок-балладной группы Buzz под сценическим именем Наыль, в то время как Сон Кён Иль был танцором в клипах IU «Beautiful Dancer» и Fiestar «Vista», а также выступлений IU «Cruel Fairy Tale» на SBS Inkigayo и GD TV. Кён Иль был также частью де-факто группы Nuthang (произносится как «Нутанг»), членами которой были G-Dragon и T.O.P из BIGBANG.

### 2013: Дебют с «Dreamer»,Just Now, иBlue Spring
В апреле 2013 года LOEN Entertainment выпустило первый тизер группы, под названием «Do you know us?», в съемках которого, приняла участие певица IU. Также была выпущена серия трейлеров с пятью участниками под названием «Real Dating Tip Book», а также было объявлено, что актриса и певица Сон Дам Би появятся в предстоящем клипе для дебютного сингла «Dreamer». Сингл был написан Ли Мин Су и Ким Эной, а рэп часть - Минсуном из Sunny Hill. Группа сделала свой первый концерт в прямом эфире на шоу Music Bank.
20 августа History выпустили сингл «Tell Me Love» (продюсер В. Ч. Ху Джон, композитор Ли Кван Ук, лирика Eluphant’s Keebee) и мини-альбом Just Now.
Второй мини-альбом группы Blue Spring был выпущен в ноябре того же года, который был спродюсирован Чо Юн Чолем, алирика написана Ким Ианом. Заглавный трек «What Am I To You» был выпущен 26 ноября с музыкальным видео, руководителем которого, являлся Хван Су А, который ранее работал над синглами IU «The Red Shoes» и «Good Day», а также Ga-In «Bloom». Вскоре после этого, Иджон появился в сингле IU «Friday» из переплетенного альбома Modern Times — Epilogue. Сингл был отечественным и получил международный успех, наметив номер один на Billboard K-pop Hot 100.

### 2014 - 2016:Desire,Beyond the History, иHIM
23 июня 2014 года History вернулись с пятью треками EP Desire, включая заглавный трек «Psycho», составленный Ли Мин Су и East4A с лирикой Ким Иана. Иджон участвовал в написании текстов песен для треков «I Got U» и «Blue Moon». В производстве EP также принимал участие продюсер Чо Ян Чоль, ранее работавший над дебютным альбомом «Dreamer» и его предыдущие мини-альбомы Just Now и Blue Spring.
Группа выпустила свой четвертый EP Beyond the History 20 мая 2015 года вместе с заглавной песней «Might Just Die».
В следующем году, 11 апреля 2016 года, они выпустили свой пятый EP HIM, с заглавной песней «Queen».

### 2017: Расформирование
12 мая агентство FAVE Entertainment сообщило о расформировании группы после 4 лет с момента дебюта. Агентство также добавило, что все участники сохранят свои эксклюзивные контракты, но сама группа больше не будет продвигаться вместе.

## Участники
Сон Кён Иль (кор.: 송경일) родился 28 ноября 1987 г.  
На До Кюн (кор.: 나도균) родился 11 февраля 1991 г. 
Ким Ши Хён (кор.: 김시형) родился 15 мая 1992 г. 
Ким Джэ Хо (кор.: 김재호) родился 17 сентября 1992 г. 
Чан И Джон (кор.: 장이정) родился 10 сентября 1993 г.

## Дискография

### Мини-альбом
| Название           | Детали альбома | Позиции в чартах | Позиции в чартах | Продажи                     |
| Название           | Детали альбома | KOR              | JPN              | Продажи                     |
| ------------------ | --- | ---------------- | ---------------- | --------------------------- |
| Just Now           | - Выпущен: 20 августа 2013 - Лейбл: LOEN Entertainment - Формат: CD, digital download Трек-лист 1. Tell Me Love (열대야) 2. Blind 3. Ma Red Night 4. Why Not 5. Tell Me Love (열대야) inst.                                | 19               | —                | - KOR: 1,711+               |
| Blue Spring        | - Выпущен: 28 ноября 2013 - Лейбл: LOEN Entertainment - Формат: CD, digital download Трек-лист 1. What Am I To You? (난 너한테 뭐야?) 2. Hello 3. Tomorrow 4. Easy (신파) 5. What Am I To You? (난 너한테 뭐야?) inst.     | 16               | —                | - KOR: 2,069+               |
| Desire             | - Выпущен: 23 июня 2014 - Лейбл: LOEN Entertainment - Формат: CD, digital download Трек-лист 1. I Got U 2. Psycho (싸이코) 3. Nobody Nowhere (태양은 없다) 4. It’s Alright 5. Blue Moon                                    | 10               | —                | - KOR: 2,627+               |
| Beyond The History | - Выпущен: 21 мая 2015 - Лейбл: LOEN Entertainment - Формат: CD, digital download Трек-лист 1. Mind Game 2. Might Just Die (죽어버릴지도 몰라) 3. Ghost 4. Slow Down 5. 1Century (Yi Jeong Solo)                           | 8                | —                | - KOR: 2,085+               |
| Him                | - Выпущен: 10 апреля 2016 - Лейбл: LOEN Entertainment - Формат: CD, digital download Трек-лист 1. Wild Boy 2. Queen 3. Baby, Hello 4. Whenever (그럴 때면) (Do Kyun Solo) 5. Lost 6. Liar 7. Wild Boy inst. 8. Queen inst. | 3                | 27               | - KOR: 44,925 - JPN: 16,246 |

### Сингл альбомы
| Название | Детали альбома | Позиции в чартах | Продажи       |
| Название | Детали альбома | KOR              | Продажи       |
| -------- | --- | ---------------- | ------------- |
| Dreamer  | - Выпущен: 26 апреля 2013 - Лейбл: LOEN Entertainment - Формат: CD, digital download Трек-лист 1. Dreamer (narr. IU) 2. D-Day 3. The Last Time | 13               | - KOR: 1,515+ |

### Синглы
| Название                              | Год       | Позиции в чартах | Позиции в чартах   | Позиции в чартах     | Продажи        | Альбом             |
| Название                              | Год       | KORGaon          | JPNOriconЕжедневно | JPNOriconЕженедельно | Продажи        | Альбом             |
| Корейский                             | Корейский | Корейский        | Корейский          | Корейский            | Корейский      | Корейский          |
| ------------------------------------- | --------- | ---------------- | ------------------ | -------------------- | -------------- | ------------------ |
| «Dreamer» (narr. IU)                  | 2013      | —                | N/A                | N/A                  |                | Dreamer            |
| «Tell Me Love» (열대야)               | 2013      | 85               | N/A                | N/A                  | - KOR: 20,501+ | Just Now           |
| «What Am I To You?» (난 너한테 뭐야?) | 2013      | —                | N/A                | N/A                  |                | Blue Spring        |
| «Psycho» (싸이코)                     | 2014      | —                | N/A                | N/A                  |                | Desire             |
| «Might Just Die» (죽어버릴지도 몰라)  | 2015      | —                | N/A                | N/A                  |                | Beyond The History |
| «Queen»                               | 2016      | —                | N/A                | N/A                  |                | Him                |
| Японский                              |           |                  |                    |                      |                |                    |
| «My Love» (消えてしまった)            | 2015      | N/A              | 3                  | 7                    | - JPN: 17,200+ | Сингл вне альбома  |
| «Lost»                                | 2015      | N/A              | 3                  | 6                    | - JPN: 34,300+ | Him                |

## Награды и номинации
| Год  | Награда                 | Категория        | Результат    |
| ---- | ----------------------- | ---------------- | ------------ |
| 2013 | 5th Melon Music Awards  | Best New Artist  | Номинированы |
| 2014 | 28th Golden Disk Awards | New Rising Stars | Номинированы |